# IC 4356
IC 4356 је галаксија у сазвјежђу Ловачки пси која се налази на листи објеката дубоког неба у Индекс каталогу.
Деклинација објекта је + 37° 29' 28" а ректасцензија 13h 58m 45,0s. Привидна величина (магнитуда) објекта IC 4356 износи 15,0 а фотографска магнитуда 16,0. IC 4356 је још познат и под ознакама NPM1G +37.0419, PGC 49759.